# General-Anzeiger (Bonn)

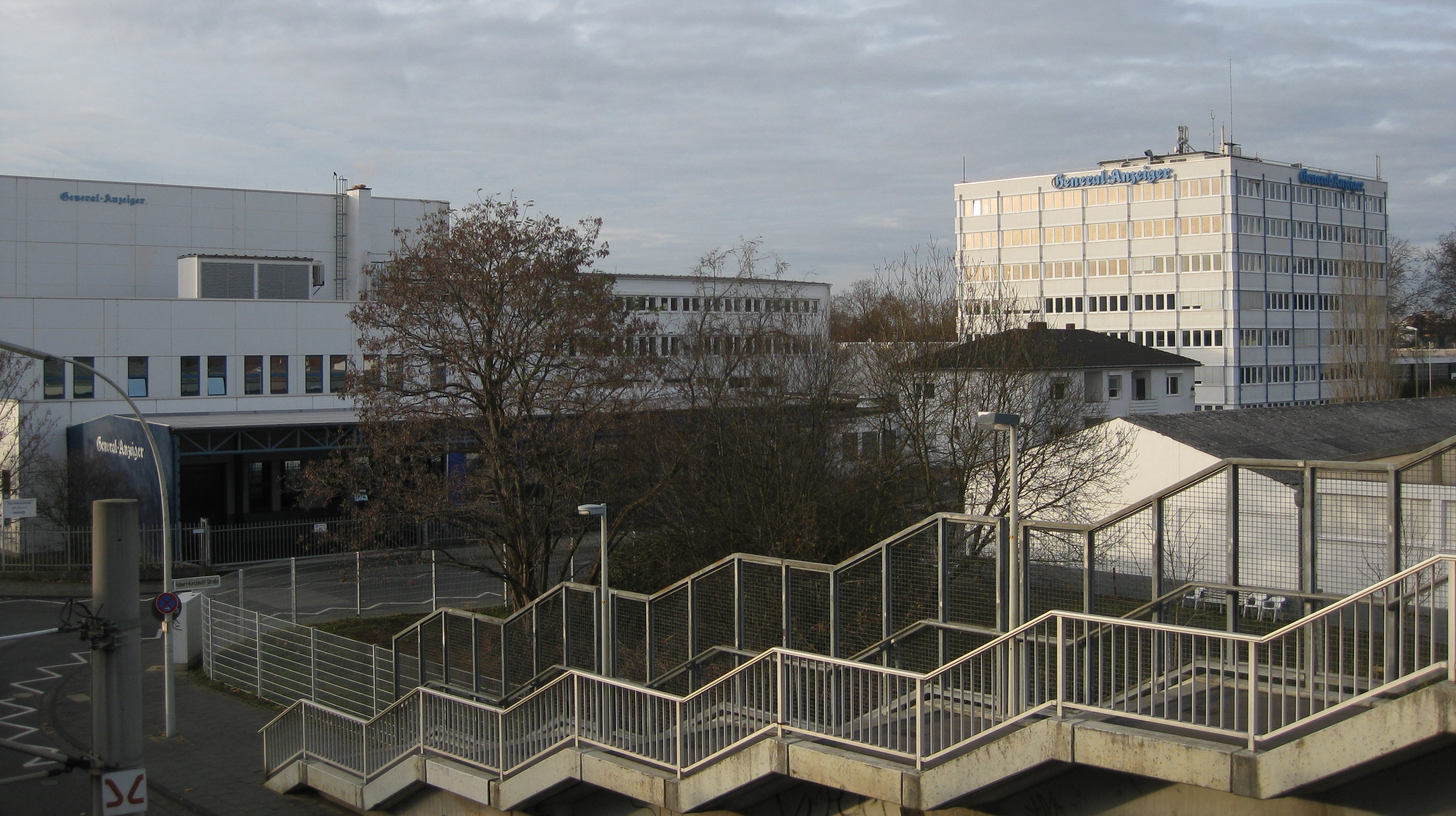
Verlag, Redaktion und Druckerei in Bonn (2011)

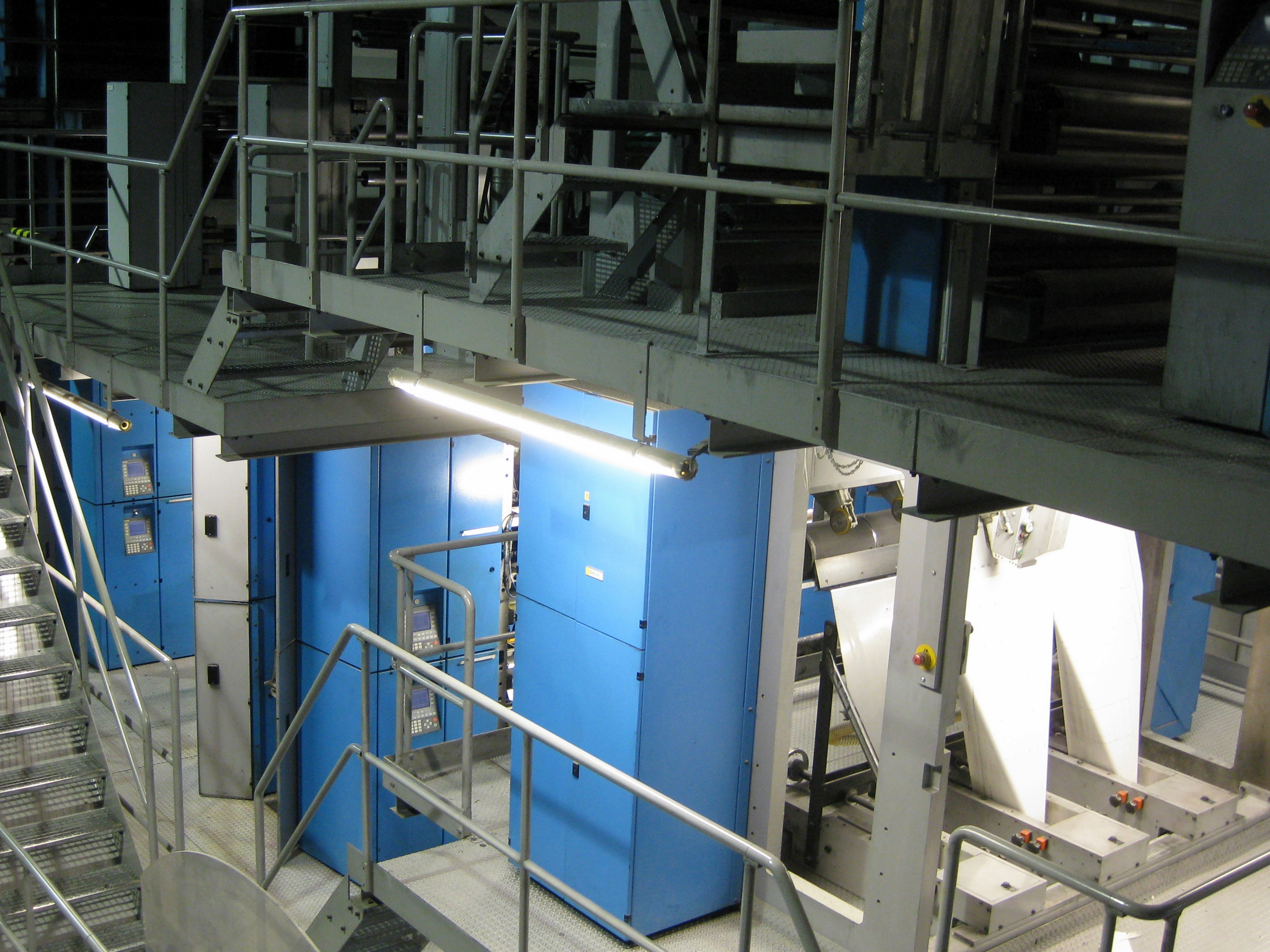
Druckmaschine

Der General-Anzeiger ist eine regionale Tageszeitung. Das Verbreitungsgebiet umfasst die Stadt Bonn, den Rhein-Sieg-Kreis, den Landkreis Ahrweiler und den nördlichen Landkreis Neuwied. Die verkaufte Auflage beträgt 46.568 Exemplare, ein Minus von 47,8 Prozent seit 1998. Seit dem 1. Juni 2018 gehört der General-Anzeiger zur Rheinische Post Mediengruppe.

## Geschichte
Der Verlag des General-Anzeigers (General-Anzeiger Bonn GmbH, bis 2019 unter dem Namen Bonner Zeitungsdruckerei und Verlagsanstalt H. Neusser GmbH) wurde 1725 als Hofdruckerei Kurfürst Clemens Augusts von Leonhard Rommerskirchen gegründet. Sie befand sich zehn Generationen im Besitz der Familie Neusser. Unter seinem heutigen Titel erscheint der General-Anzeiger seit 1889. Ursprünglich war er ein gemeinschaftliches Projekt der beiden Verleger Hermann Neusser (1839–1909) und Carl Hauptmann, bis letzterer sich 1891 aufgrund von Differenzen über den Zeitungsinhalt zurückzog, sodass Neusser alleiniger Inhaber wurde.
2005 erwarb die Kölner Verlagsgruppe M. DuMont Schauberg durch eine Überkreuzbeteiligung Anteile am Verlag in Höhe von inzwischen 18 %, die Neusser GmbH wiederum besaß 9,02 % an M. DuMont Schauberg. Diese Beteiligung wurde 2016 beendet.
Am 1. Januar 2015 übernahm Helge Matthiesen die Chefredaktion beim General-Anzeiger in Bonn. Seit Anfang Juli 2014 war der Posten unbesetzt. Damals war der langjährige Chefredakteur des General-Anzeigers Andreas Tyrock zur Westdeutschen Allgemeinen Zeitung nach Essen gewechselt. Kommissarisch hatten seitdem die stellvertretenden Chefredakteure Ulrich Lüke und Andreas Mühl den General-Anzeiger geführt.
Im Januar 2016 erfuhr die Webseite eine Umgestaltung.
Im Herbst 2017 wurde bekannt, dass der General-Anzeiger und der Kölner Stadt-Anzeiger in den Jahren 2000 bis 2016 unerlaubte Vertriebs- und Gebietsabsprachen getroffen hatten. Zur Vermeidung von gegenseitigem Wettbewerb hatten die beiden Zeitungen ihre Verbreitungsgebiete im Bonner Raum geheim untereinander aufgeteilt. Das Bundeskartellamt verhängte eine Millionenstrafe gegen das Kölner Blatt, der General-Anzeiger ging dank einer Kronzeugenregelung straffrei aus.
Im April 2018 gab der General-Anzeiger bekannt, dass die Rheinische Post Mediengruppe und die Gesellschafter der Bonner Zeitungsdruckerei eine Vereinbarung zur Übernahme aller Verlags-Anteile durch die Rheinische Post Mediengruppe geschlossen haben. Am 15. Mai stimmte das Bundeskartellamt dem Verkauf zu, die Transaktion wurde zum 1. Juni 2018 vollzogen.
Gemeinsam mit anderen regionalen Zeitungsverlagen ist die Bonner Zeitungsdruckerei und Verlagsanstalt H. Neusser GmbH außerdem am regionalen Online-Anzeigenportal kalaydo.de (seit März 2006), dem Lokalradio Radio Bonn/Rhein-Sieg und dem Lokal-TV-Sender Köln.tv beteiligt.

## Auflage
Der General-Anzeiger  hat wie die meisten deutschen Tageszeitungen in den vergangenen Jahren an Auflage eingebüßt. Die verkaufte Auflage ist in den vergangenen 10 Jahren um durchschnittlich 4 % pro Jahr gesunken. Im vergangenen Jahr hat sie um 5 % abgenommen. Sie beträgt gegenwärtig 46.568 Exemplare. Der Anteil der Abonnements an der verkauften Auflage liegt bei 87,9 Prozent.
| 1998  | 1999  | 2000  | 2001  | 2002  | 2003  | 2004  | 2005  | 2006  | 2007  | 2008  | 2009  | 2010  | 2011  | 2012  | 2013  | 2014  | 2015  | 2016  | 2017  | 2018  | 2019  | 2020  | 2021  | 2022  | 2023  | 2024  |
| ----- | ----- | ----- | ----- | ----- | ----- | ----- | ----- | ----- | ----- | ----- | ----- | ----- | ----- | ----- | ----- | ----- | ----- | ----- | ----- | ----- | ----- | ----- | ----- | ----- | ----- | ----- |
| 89222 | 87918 | 88885 | 89295 | 90056 | 89593 | 89083 | 90277 | 86996 | 85089 | 82176 | 81611 | 80920 | 79888 | 77296 | 74663 | 72294 | 70008 | 67810 | 65215 | 62434 | 59650 | 58837 | 57112 | 54202 | 50676 | 48119 |

## Lokalausgaben
Der General-Anzeiger erscheint montags bis samstags in neun Regionalausgaben mit jeweils unterschiedlich gewichteten Lokalteilen:
- Bonner Stadtanzeiger
- Bad Godesberger Nachrichten (mit Wachtberg)
- Beueler Nachrichten
- Rhein-Sieg-Zeitung (linksrheinisch) (zwei Ausgaben)
- Rhein-Sieg-Zeitung (rechtsrheinisch)
- Rhein-Ahr-Zeitung
- Honnefer Volkszeitung (Siebengebirge/nördl. Landkreis Neuwied) (zwei Ausgaben)

## Auszeichnungen
- Wächterpreis der deutschen Tagespresse 2010 für die Serie über das „World Conference Center Bonn“
- Deutscher Lokaljournalistenpreis der Konrad-Adenauer-Stiftung 2011/2012 für das Konzept einer Familienzeitung
- Deutscher Lokaljournalistenpreis der Konrad-Adenauer-Stiftung 2012 für Berichterstattung zum Fall Trudel Ulmen